# Puerto de Puno
El puerto de Puno es un puerto lacustre ubicado a orillas del lago Titicaca, sirve a la ciudad peruana de Puno.
Cuenta con una Capitanía de Puerto de Puno encargada de la seguridad de la vida humana, protección del medio ambiente y recursos naturales. La sede se encuentra en el Puerto Lacustre de Puno. El ámbito abarca la parte del lago Titicaca e islas del territorio peruano.
El puerto es usado principalmente para la actividad turística. El puerto cuenta con vapores de a inicio de la república que fueron trasladado desde Arica hasta el Titicaca para el transporte de minerales y pasajeros y está unido a un ferrocarril que conecta con los departamentos de Cusco y Arequipa.